# Черняев, Николай Григорьевич
Николай Григорьевич Черняев (1838—1910) — русский военачальник, генерал-лейтенант.

## Биография
Родился 2 (14) октября 1838 года в деревне Тубышки Могилёвской губернии (ныне Круглянский район Могилевской области, Беларусь), сын полковника Григория Никитича Черняева от брака с Эстер-Шарлоттой, урождённой Лекуер.
Образование получил в Павловском кадетском корпусе, в котором начал учиться с 6 лет в малолетнем отделении. Был выпущен из корпуса выпущен 6 июня 1857 года поручиком в армейскую пехоту.
19 апреля 1861 года Черняев был зачислен в лейб-гвардии Волынский полк с переименованием в прапорщики гвардии и через год произведён в подпоручики.
Произведённый 19 марта 1863 года в поручики Черняев в том же году принял участие в подавлении восстания в Польше, за отличие был награждён орденом Св. Станислава 3-й степени с мечами и бантом.
Продолжая службу в гвардии Черняев последовательно получил чины штабс-капитана (17 апреля 1866 года), капитана (17 апреля 1870 года) и полковника (30 августа 1875 года). Командовал ротой и батальоном.
С 30 октября 1878 года Черняев формально состоял по роду оружия без должности, однако вплоть до 27 марта 1883 года командовал запасным батальоном лейб-гвардии Волынского полка, после чего ненадолго был зачислен в запас.
По возвращении в строй 11 августа 1883 года он был назначен командиром 66-го пехотного Бутырского полка и 14 мая 1896 года получил чин генерал-майора. С 11 ноября того же года командовал 2-й бригадой 8-й пехотной дивизии, а 5 февраля 1897 года перемещён на должность командира 1-й бригады 24-й пехотной дивизии.
11 октября 1900 года Черняев с производством в генерал-лейтенанты был уволен в отставку с мундиром и пенсией.
Скончался в Санкт-Петербурге 16 (29) ноября 1910 года, похоронен на кладбище Воскресенского Новодевичьего монастыря.
Его старший брат Михаил Григорьевич Черняев был Туркестанским генерал-губернатором и командующим войсками Туркестанского военного округа.

## Награды
российские
- орден Св. Станислава 3-й степени с мечами и бантом (1863)
- орден Св. Анны 3-й ст. (1867)
- орден Св. Станислава 2-й ст. (1869); императорская корона к ордену (1872)
- орден Св. Анны 2-й ст. (1874)
- орден Св. Владимира 4-й степени (1878),
- орден Св. Владимира 3-й степени (1885)
- орден Св. Станислава 1-й степени (1899)

иностранные
- Персидский орден Льва и Солнца (1878)
- Командорский крест французского ордена Почётного легиона (1897)
- Прусский орден Красного орла 2-й степени со звездой (1898).